# 阿拉巴馬合唱團

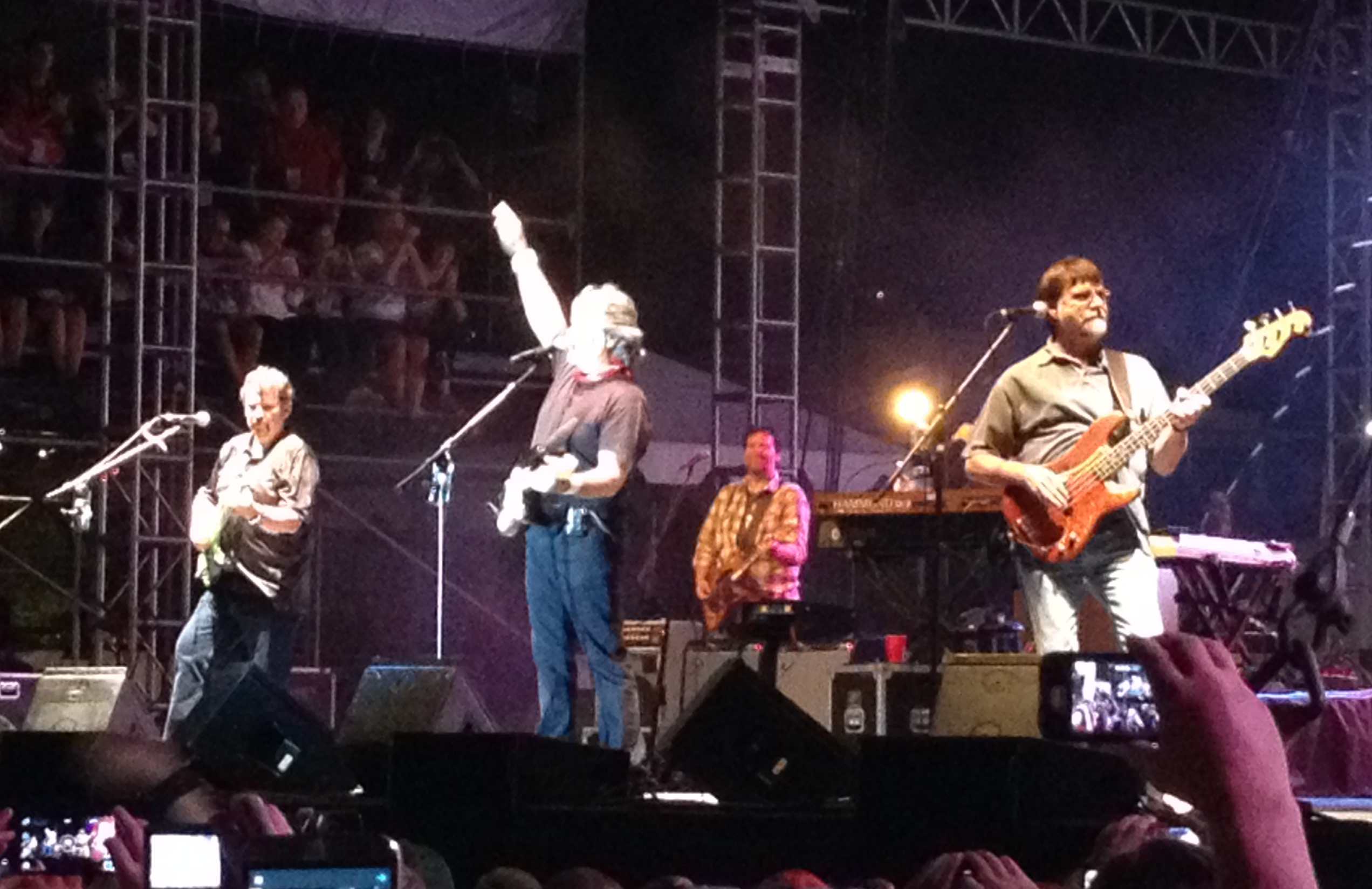
阿拉巴馬合唱團

阿拉巴馬合唱團是一支美国乡村音乐乐队，1969年在阿拉巴马州佩恩堡成立。後來樂隊於2004年解散。2010年又再度重組。阿拉巴馬合唱團有33支單曲登頂《公告牌》热门乡村歌曲榜榜首。专辑销量超过7500万张，該樂隊也是乡村音乐史上最成功的乐队。  AllMusic认为任何其他乡村音樂乐队都不太可能超越阿拉巴馬合唱團。 2005年，阿拉巴馬合唱團入選鄉村音樂名人堂。